# Ulica Królewska w Lublinie

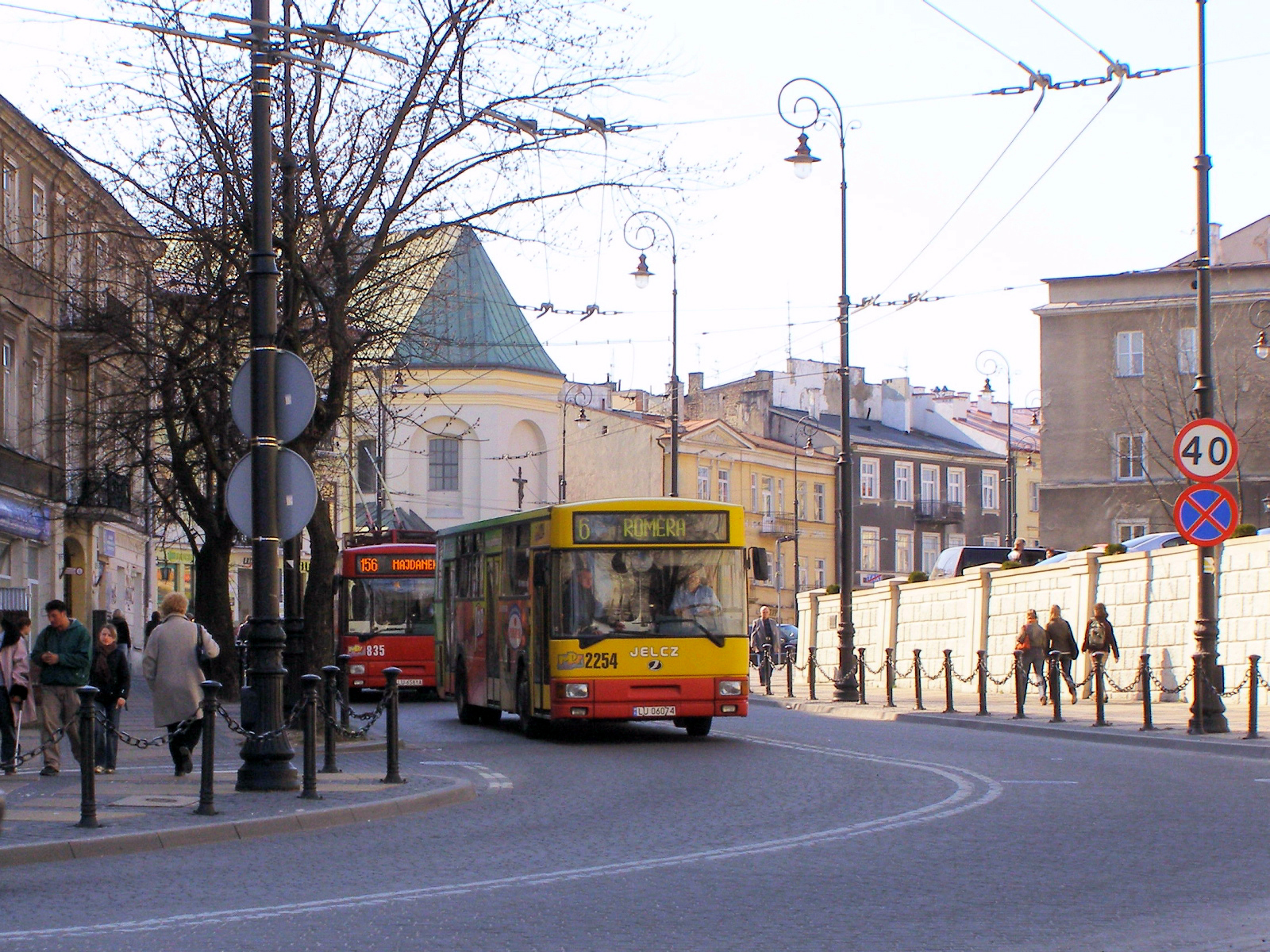
Autobus i trolejbus jadące ul. Królewską

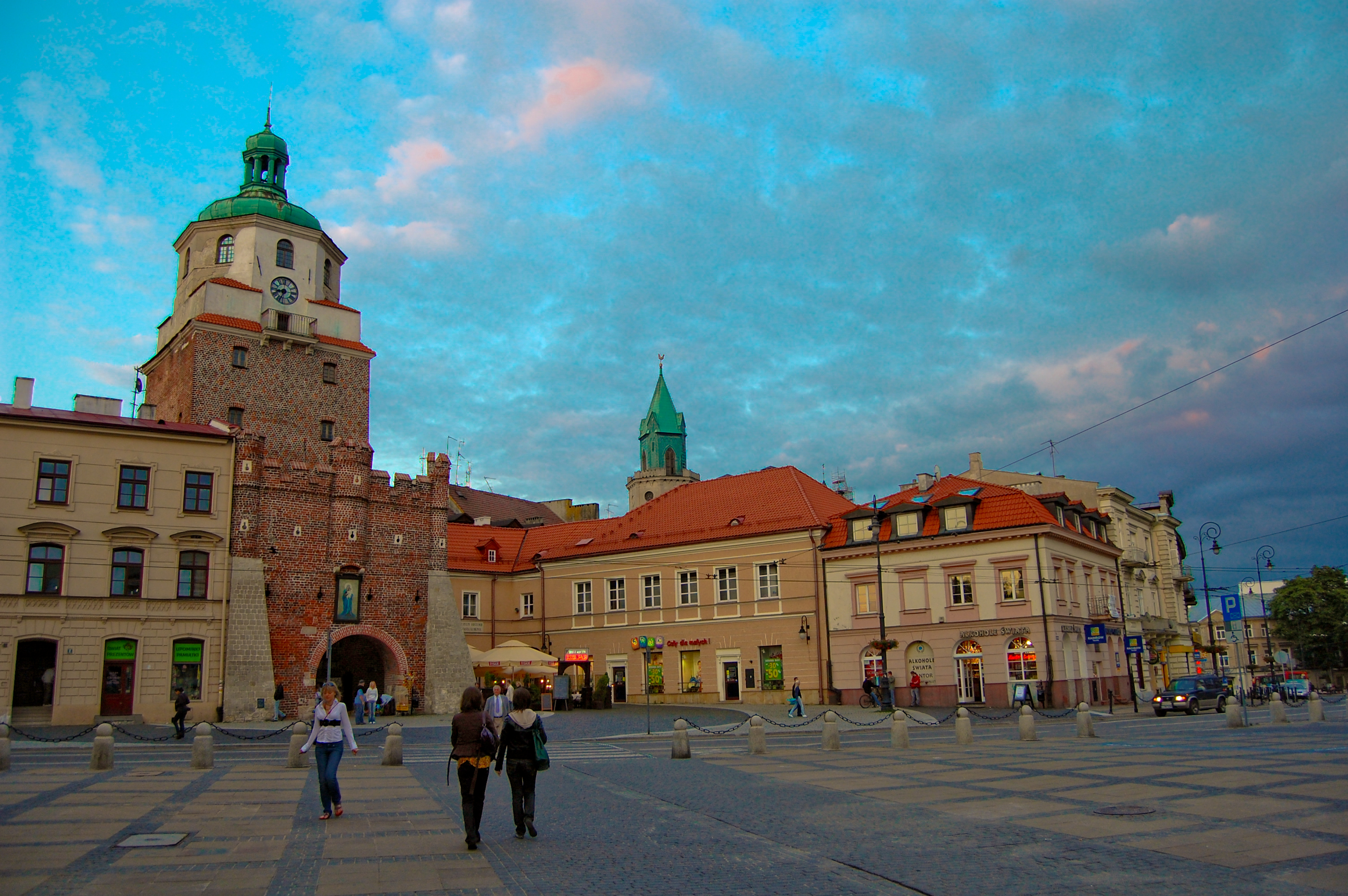
Plac Łokietka

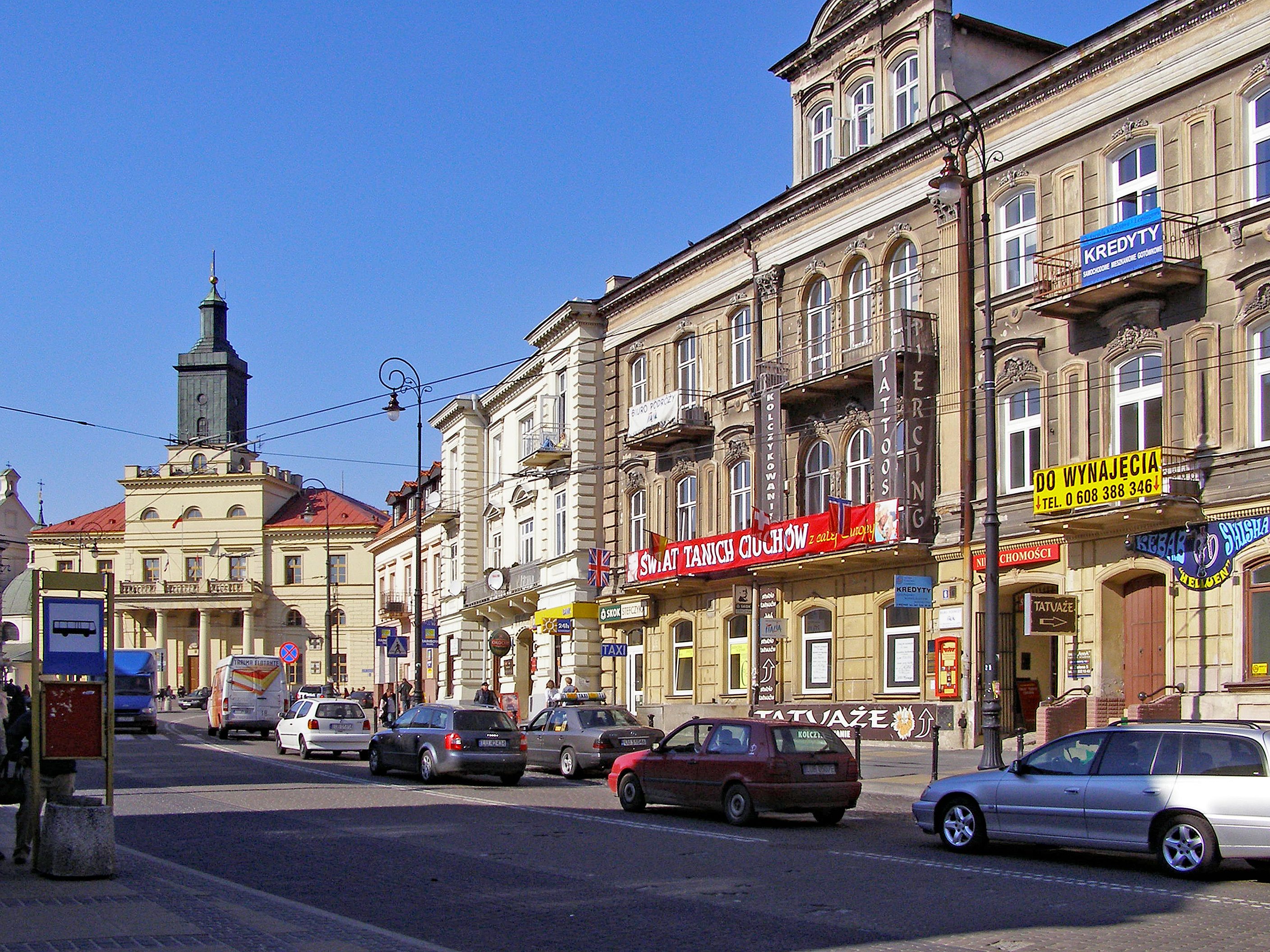
Kamienice przy ul. Królewskiej, dalej Nowy Ratusz

Ulica Królewska w Lublinie – ulica położona w centrum Lublina, przebiegająca od ulicy Prymasa Stefana Wyszyńskiego do Placu Łokietka. W jej pobliżu znajdują się charakterystyczne elementy architektoniczne miasta, między innymi: lubelski kościół archikatedralny, kościół św. Piotra Apostoła, Brama Krakowska i Wieża Trynitarska.

## Historia
W XVII wieku w tym miejscu znajdowało się przedmieście zwane Korcami, funkcjonował plac targowy Korce oraz droga zwana Traktem Lwowskim. Około 1765 roku na obecnej ulicy Królewskiej znajdowała się poczta, jednak brak źródeł nie pozwala na stwierdzenie jej dokładnej lokalizacji i wyglądu. Prawdopodobnie chodzi o dom rodziny Wolskich, zwany również Starą Pocztą.
Jeszcze do początku XIX w. ulica nazywała się Korce. Jej obecna nazwa pochodzi z lat 1815–1830, kiedy to po pożarze Lublina władze miasta postanowiły przebudować miasto oraz wytyczyć nowe trakty handlowe i wojskowe. Wyburzono część budynków jezuickich i wyregulowano przebieg dawnej ulicy Korce, wytyczając ją razem z ulicą Zamojską.
Za czasów PRL ulica stanowiła drogę tranzytową i wjazdową do Śródmieścia dla pojazdów jadących od strony Zamościa jako droga międzynarodowa E81 wraz z ul. Zamojską (Buczka). Na placu Łokietka znajdowało się rondo, a całe Krakowskie Przedmieście było przejezdne. W latach 80. XX wieku ulica posiadała nawierzchnię bitumiczną. Ulica przeszła gruntowną przebudowę w 1994 roku, w trakcie której wymieniono kanalizację, nawierzchnię i chodniki.
Ze względu na położenie w ścisłym centrum znajdują się tu liczne zabytki Lublina, na czele z archikatedrą, Izbą Drukarstwa, czy kurią archidiecezjalną. Z tego powodu ruch tranzytowy oraz pojazdów ciężarowych przez nią jest zabroniony i skierowany na obwodnicę pozamiejską. Dopuszczona jest jednak do normalnego ruchu samochodowego oraz autobusów i trolebusów. Rondo na placu Łokietka zostało zlikwidowane, a Krakowskie Przedmieście, aż do ul. 3 Maja zamieniono w deptak. 

## Komunikacja miejska
Nad ulicą na całej długości rozwieszona jest trakcja trolejbusowa.